# Alexander Castell

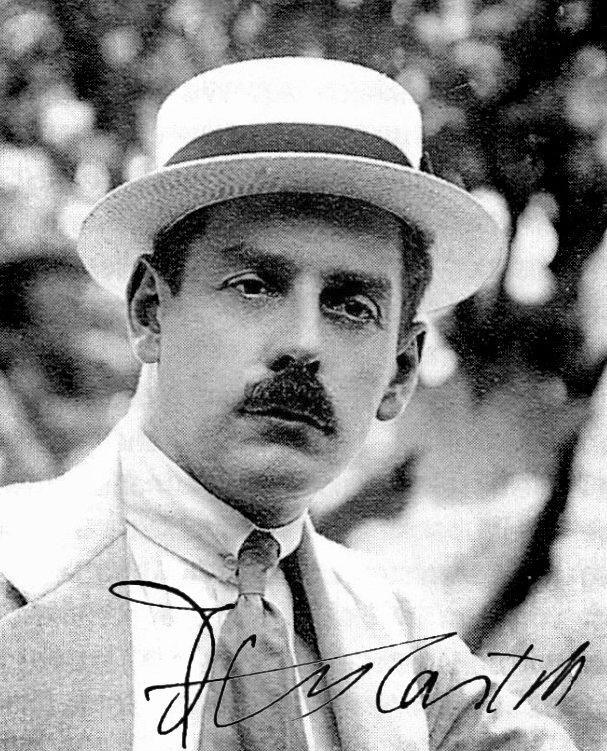
Alexander Castell, 1910

Alexander Castell (* 21. November 1883 in Kurzrickenbach als Heinrich Wilhelm Lang; † 21. Februar 1939 in Kreuzlingen) war ein Schweizer Schriftsteller. Er schrieb neun Romane sowie mehrere Dutzend Novellen, Novelletten und «kleine Geschichten».

## Leben und Werk
Alexander Castell war das älteste Kind des Malermeisters Jakob Wilhelm Lang und der Franziska Carolina, geborene Engeler. Von 1899 bis 1904 besuchte er die Kantonsschule Frauenfeld und lernte in dieser Zeit Alfred Huggenberger kennen. Im Wintersemester 1904/1905 begann Castell mit dem Theologiestudium an der Universität Zürich, wechselte dann zu Philosophie und Kunstgeschichte und besuchte Vorlesungen an den Universitäten München, Berlin und Paris (Sorbonne).
Nach 1908 widmete sich Castell ausschliesslich der Schriftstellerei. 1910 erschien sein erster Novellenband, Der seltsame Kampf. Sein erster Roman, Bernards Versuchung, erschien 1911 und 1913 der Band Capriccio mit sechzehn Novelletten – alle im Verlag von Albert Langen in München. Für Capriccio erhielt er 1916 den Schillerpreis der Schweizerischen Schillerstiftung, in der Jury sassen Carl Spitteler und Philippe Godet. Er erhielt 1932, 1934 und 1936 auch Beiträge der Stiftung.

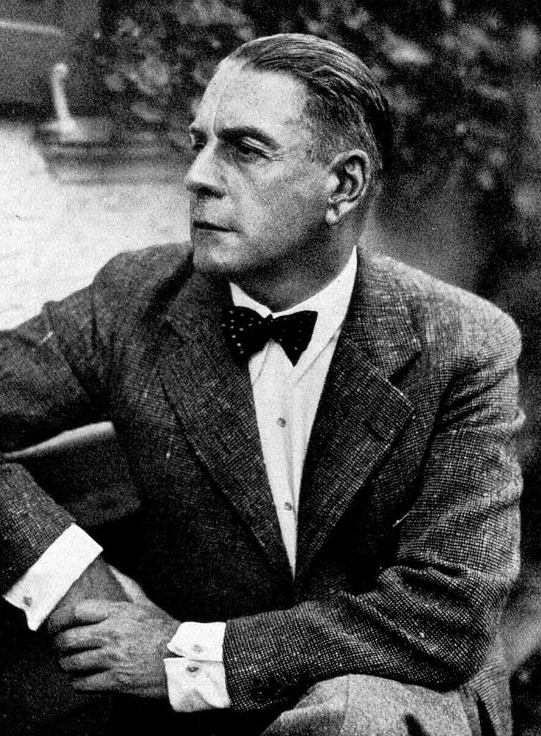
Alexander Castell, 1930

Seit 1913 verwendete der Autor sein bisheriges Pseudonym «Alexander Castell» auch als bürgerlichen Namen. Was ihn zum Namenswechsel bewog, den ein befreundeter Jurist, unterstützt durch ein Gutachten des Berner Professors Eugen Huber, ermöglichte, ist nicht bekannt. In den Jahren nach 1910 wurde Paris zunehmend zu Castells zweiter Heimat. Dort lernte er viele Kulturschaffende seiner Zeit kennen und befreundete sich mit ihnen. Giacomo Puccini soll sich für eine Vertonung der von Carl Spitteler als «unübertrefflich» bezeichneten Novelle Marions Hochzeit interessiert haben. Während der Kriegszeit lebte Castell in Zürich und in Genf. Ende 1916 reiste er für einige Wochen nach Paris, um Freunde zu treffen. Castell, der mit mehreren französischen Ministern bekannt war, wurde eingeladen, die britische Front zu besuchen, und sagte «mit Freuden zu». Er war gut einen Monat, unterbrochen durch drei Urlaube in Paris, an der nördlichen Westfront und besichtigte u. a. die Felder der Schlacht an der Somme vom Sommer 1916. Die Eindrücke der Rückkehr nach Paris und des Besuchs an der britischen Front verarbeitete er tagebuchartig in der Französischen Reise, die 1919 erschien. 
Ab 1916 versiegte Castells bis dahin sehr fruchtbare erste Schaffensperiode durch die Erlebnisse der Kriegs- und Nachkriegszeit weitgehend. Als einziger Schweizer war er 1919 bei der Unterzeichnung des Friedensvertrags von Versailles anwesend. 1920 kam auf seine Idee hin im Verlag Crès das Buch La Suisse et les Français heraus, in dem sich französische Intellektuelle, die Castell zusammengebracht hatte, über die Schweiz aussprachen und das laut der Neuen Zürcher Zeitung manche irrige Meinung über die Schweiz und ihre Stellung im Krieg zerstreut hat. Das Vorwort verfasste der ehemalige französische Ministerpräsident Louis Barthou. Ab 1926 folgten bis zu Castells Tod in Abständen von zwei bis drei Jahren noch sieben Romane.
1933 kehrte Castell wegen finanzieller Schwierigkeiten nach Kreuzlingen zurück. Seiner Weigerung, einem nationalsozialistischen Schriftstellerverein beizutreten, um seine Bücher weiter in Deutschland verlegen und verkaufen zu können, folgte das Verbot seines 1931 erschienenen Romans Gefahr um Siebzehn und aller folgenden bis zum letzten, Drei Schwestern. Castell plante nun, seine Romane verfilmen zu lassen, und schickte sie verschiedenen Filmproduzenten zu, schrieb Drehbücher und suchte Geldgeber und geeignete Schauspieler. Schliesslich wurde sein 1931 erschienener Roman Begegnung mit einem bösen Tier von der Klagemann-Film GmbH Berlin unter dem Namen Gefährliches Spiel 1937 mit Jenny Jugo und Harry Liedtke in den Hauptrollen unter der Regie von Erich Engel endlich verfilmt. Das Resultat befriedigte Castell allerdings nicht, und er wandte sich wieder den literarischen Kreisen der Schweiz zu, etwa Rudolf Hunziker und Walter Muschg.
Alexander Castell starb 1939 im Alter von 55 Jahren an einem Herzversagen. Einen weiteren Roman, Die Flüchtende, konnte er nicht mehr vollenden. Sein Nachlass befindet sich im Staatsarchiv Thurgau.

## Rezeption
Die Beurteilung von Castells Werk fällt sehr unterschiedlich aus. So bezeichnet es der Zürcher Germanist und Schriftsteller Charles Linsmayer im Historischen Lexikon der Schweiz als «unterhaltsam, aber literarisch anspruchslos». Dem entgegen stehen die Wertschätzung durch Huggenberger und die Bewunderung durch Spitteler wie auch der Schillerpreis von 1916 sowie manche positive Rezension von renommierten Literaturkritikern, etwa 1931 Sigmund Bings der von den Nazis verbotenen Drei Schwestern in der Frankfurter Zeitung (die ihrerseits 1943 verboten wurde).
Während die stilistische Meisterschaft Castells unbestritten war, führte seine Fokussierung auf das Erotische zu heftigen Diskussionen. Nachdem er, wohl auch wegen dieser Freizügigkeit, in Deutschland noch vor dem Ersten Weltkrieg grossen Erfolg gehabt und seine Erzählungen Aufnahme in Zeitungsfeuilletons und angesehenen literarischen Zeitschriften gefunden hatten, wurde er in den prüderen 1940er Jahren deswegen angefeindet und sogar der Pornographie bezichtigt. So konnte ein Legat von 200'000 Franken seines drei Jahre jüngeren Bruders, des Juristen und Bankdirektors Erwin Lang, seiner Bestimmung, einer Werkgesamtausgabe, nicht zugeführt werden, nachdem zwei literarische Gutachten 1963 die thurgauische Regierung wegen der «seichten oder erotisch anrüchigen Stellen» in Castells Schriften eindringlich vor der Publikation einer Gesamtausgabe gewarnt hatten. Man begnügte sich darauf 1968 im Einverständnis mit den Erben mit der Herausgabe eines Auswahlbandes. Die Hälfte des Legats wurde den Erben zurückerstattet.
Der thurgauische Kantonsbibliothekar Walter Schmid arbeitete in seiner Amtszeit (1972–1993) mit Hilfe der Bibliotheksvolontärin Claudia Stärk den Nachlass Castells auf und versuchte die Erinnerung an ihn wiederzubeleben, mit offensichtlich mässigem Erfolg. Die Einstellung zur Sexualität hatte sich im Gefolge der Pille und der 68er-Bewegung zwar inzwischen entkrampft, aber die von Castell hauptsächlich beschriebene aristokratische und grossbürgerliche Gesellschaft galt als überlebt. Entsprechend hatte schon der Auswahlband einen nur geringen Absatz gefunden.

## Schriften
selbständige:
- Der seltsame Kampf. Drei Novellen. Langen, München 1910.
- Die mysteriöse Tänzerin. Kleine Geschichten. Langen, München 1911.
- Bernards Versuchung. Roman. Langen, München 1911.
- Büsser der Leidenschaft. Roman, Langen, München 1913.
- Capriccio. 16 Novelletten. Langen, München 1913.
- Das Fenster. Novelle (= Langens Mark-Bücher. Eine Sammlung moderner Literatur. Bd. 7). Langen, München 1914 (bereits im Novellenband 1910 erschienen).
- Der Kriegspilot. Novellen. Langen, München 1914.
- Der Tod in den Lüften. Novellen. Langen, München 1915.
- Die letzte Begegnung. Novellen. Langen, München 1916.
- Fieber. Drei Novellen. Langen, München 1916.
- Französische Reise. Impressionen. Rascher, Zürich 1919.
- Spleen. Roman. Langen, München 1926.
- Der Unfug der Liebe. Roman. Ullstein, Berlin 1926.
- Zug der Sinne. Roman. Ullstein, Berlin 1928.
- Gefahr um Siebzehn. Roman. Tal, Leipzig/Wien 1931.
- Marge Bever. Roman. Rascher, Zürich 1934.
- Begegnung mit einem bösen Tier. Roman. Zinnen, Leipzig/Basel/Wien 1931.
- Drei Schwestern. Roman. Humanitas, Zürich 1938.
- Ausgewählte Werke. Novellen, Erzählungen, Impressionen. Sigrist, Diessenhofen 1968.

unselbständige:
- Notizen über mich selbst. In: Die Literatur. Nr. 6, März 1928, S. 319 f.
- Intermezzo. In: Kreuzlingen. Vergangenheit und Gegenwart. Kreuzlingen 1934, S. 82–86.
- Sommermorgen im Dorf. In: Thurgauer Jahrbuch. 12. Jg., 1936, S. 42–45 (Digitalisat).

Dramen:
- Lucrezia Borgia. Uraufführung Münchner Schauspielhaus, 1908.